# Fronteira Tanzânia–Zâmbia

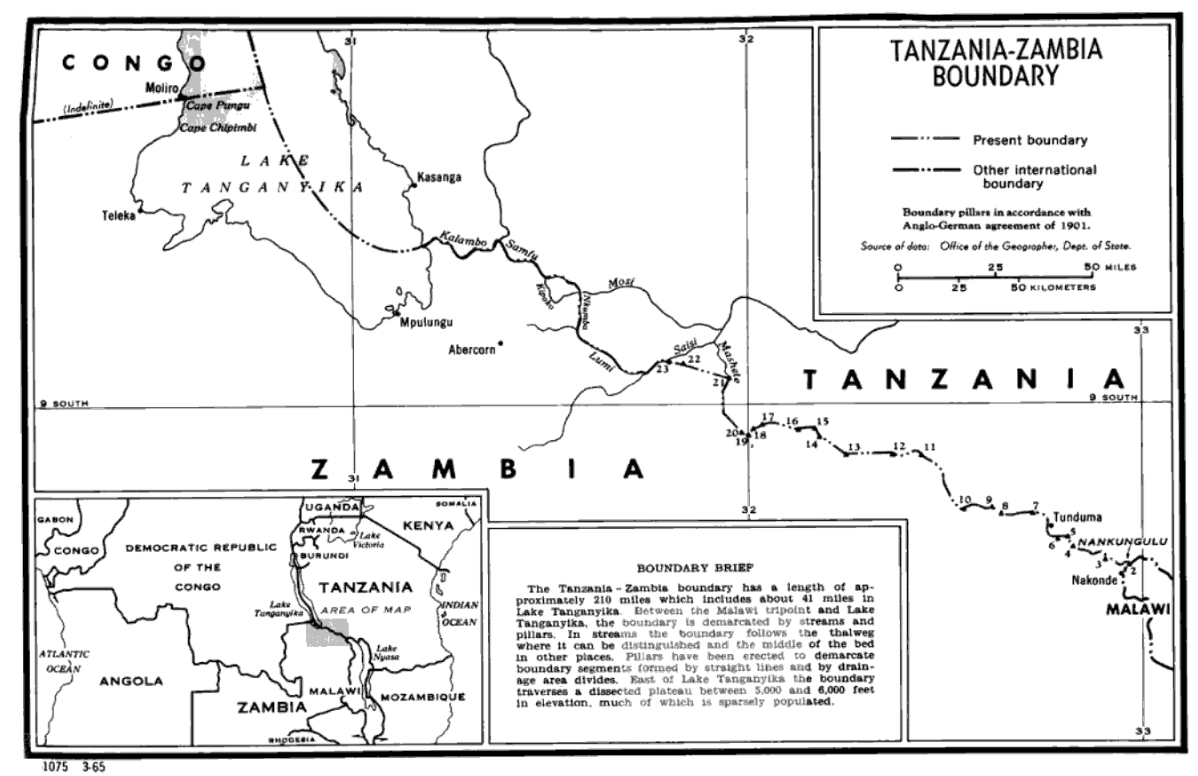
Mapa da fronteira entre a Tanzânia e a Zâmbia.

A fronteira entre Tanzânia e Zâmbia é uma linha de 338 km de comprimento, direção oeste-leste, que separa o nordeste de Zâmbia do território da Tanzânia. Se estende entre a fronteira tríplice Zâmbia-Tanzânia-República Democrática do Congo que fica no extremo sul do Lago Tanganica e, mais para o sul, a tríplice fronteira com Malaui, próxima à cidade de Mbeya (Tanzânia). Separa a província Norte de Zâmbia da região de Mbeya da Tanzânia.

## História
Essa linha limítrofe foi oficializada como fronteira internacional pela independência da Tanzânia em 1961 e depois pela separação da Niassalândia (colônia britânica), em 1963, que deu origem às nações independentes Zâmbia e Rodésia (hoje Zimbábue). Já fora, porém, demarcada como fronteira entre a colônia britânica da Rodésia do Norte e a colônia alemã de Tanganica (hoje Tanzânia), no final do século XIX, quando da partilha da África.

## Descrição
A fronteira inicia-se na tríplice fronteira com a República Democrática do Congo, no Lago Tanganica, que representa uma barreira natural entre os dois países. A rota continua por cerca de 41 milhas no lago até a costa e de onde prossegue através da seção terrestre delimitada por riachos até chegar à fronteira tripla com o Malawi.

## Passagens
O principal ponto de passagem está localizado no extremo sudeste da fronteira e liga Nakonde (Zâmbia) e Tunduma (Tanzânia) por meio do Caminho de Ferro Tanzânia–Zâmbia (ou Ferrovia Tazara) e pela rodovia de nome Estrada do Grande Norte. No noroeste há uma rodovia que passa junto ao sul do Lago Tanganica. As exportações de Zâmbia utilizam essas vias para atingir o porto da capital da Tanzânia, Dar es Salaam. A outra possibilidade para o comércio internacional de Zâmbia é a passagem para o litoral via Zimbábue e África do Sul.